# أوردة بين الفقار
الأوردة بين الفقار (بالإنجليزية:  intervertebral veins)‏، هي أوردة مرافقة للأعصاب النخاعية الفقارية، تستقبل الأوردة عبر الثقبة بين الفقرات الآتية من النخاع الشوكي؛ حيث تُصرف الضفائر الففرية الوريدية الظاهرة والباطنة.
يعتمد التصريف على موقع الأوردة من الفقرات:
- الرقبة : الوريد الفقري.
- الصدر : الأوردة الوربية.
- المنطقة القطنية : الأوردة القطنية.
- المنطقة العجزية : وريد عجزي وحشي.